# ROH Top of the Class Trophy
Le ROH Top of the Class Trophy, était un trophée remporté par les étudiants de la Ring of Honor Wrestling Academy.
Le dernier vainqueur est Rhett Titus. Il a battu Ernie Osiris à Respect is Earned II le 7 juin 2008 à Philadelphie, en Pennsylvanie. Depuis le 25 octobre 2008, la Ring of Honor ne reconnaît plus le ROH Top of the Class Trophy comme titre officiel.

## Historique des règnes
| #:                                                                                      | Vainqueur :     | Fois: | Date:           | Jours: | Lieu:            | Notes:                                                                                             |
| --------------------------------------------------------------------------------------- | --------------- | ----- | --------------- | ------ | ---------------- | -------------------------------------------------------------------------------------------------- |
| 1.                                                                                      | Davey Andrews   | 1     | 4 novembre 2005 | 71     | Détroit, MI      | A remporté le titre à Showdown in Motown en battant Derrick Dempsey et Shane Hagadorn              |
| Le titre est devenu vacant lorsque Ricky Reyes a détruit le trophée le 17 décembre 2005 |                 |       |                 |        |                  | |
| 2.                                                                                      | Derrick Dempsey | 1     | 14 janvier 2006 | 140    | Philadelphie, PA | A remporté le titre à Hell Freezes Over en battant Bobby Dempsey, Pelle Primeau, et Shane Hagadorn |
| 3.                                                                                      | Shane Hagadorn  | 1     | 3 juin 2006     | 315    | East Windsor, CT | A remporté le titre à Destiny                                                                      |
| 4.                                                                                      | Pelle Primeau   | 1     | 14 avril 2007   | 132    | Edison, NJ       | A remporté le titre à Fighting Spirit                                                              |
| 5.                                                                                      | Mitch Franklin  | 1     | 24 août 2007    | 70     | Hartford, CT     | A remporté le titre à Caged Rage                                                                   |
| 6.                                                                                      | Ernie Osiris    | 1     | 2 novembre 2007 | 218    | Philadelphie, PA | A remporté le titre à Glory by Honor VI: Night One                                                 |
| 7.                                                                                      | Rhett Titus     | 1     | 7 juin 2008     | 140    | Philadelphie, PA | A remporté le titre à Respect is Earned II                                                         |

## Règnes combinés
| Rang | Catcheur        | Règne | Jours combinés |
| ---- | --------------- | ----- | -------------- |
| 1.   | Shane Hagadorn  | 1     | 315            |
| 2.   | Ernie Osiris    | 1     | 218            |
| 3.   | Derrick Dempsey | 1     | 140            |
| 3.   | Rhett Titus     | 1     | 140            |
| 5.   | Pelle Primeau   | 1     | 132            |
| 6.   | Davey Andrews   | 1     | 71             |
| 7.   | Mitch Franklin  | 1     | 70             |